# Лејк Чироки (Тексас)
Лејк Чироки (енгл. Lake Cherokee) насељено је место без административног статуса у америчкој савезној држави Тексас.

## Демографија
По попису из 2010. године број становника је 3.071.
| Група             | 2000.    | 2010.         |
| Белци             | 0 (0,0%) | 2.510 (81,7%) |
| Афроамериканци    | 0 (0,0%) | 244 (7,9%)    |
| Азијати           | 0 (0,0%) | 8 (0,3%)      |
| Хиспаноамериканци | 0 (0,0%) | 244 (7,9%)    |
| Укупно            | 0        | 3.071         |